# Torpedo Run
 Torpedo Run és una pel·lícula estatunidenca dirigida per Joseph Pevney el 1958.

## Argument
Durant la Segona Guerra Mundial, el submarí "Greyfish", dirigit pel comandant Barney Doyle (Glenn Ford), acorrala el portaavions japonès "Shinaru", responsable de nombrosos danys a les flotes aliades.

## Rebuda
A Bosley Crowther de The New York Times no li va impressionar el film, escrivint que es troben "estereotips de batalles de vaixell que ja havien caducat en "Destinació Tòquio" i són reproduïts en aquesta cinta com si fossin frescos..."
Els registres de la MGM parlen d'uns ingressos de $1,145 milions als EUA Canadà i $1,435 milions a la resta del món, resultant unes pèrdues de 195.000 dòlars.

## Repartiment
- Glenn Ford
- Ernest Borgnine
- Diane Brewster
- Dean Jones
- L.Q. Jones
- Philip Ober
- Richard Carlyle
- Fredd Wayne
- Don Keefer
- Robert Hardy
- Paul Picerni

## Premis i nominacions

### Nominacions
- 1959. Oscar als millors efectes visuals per A. Arnold Gillespie i Harold Humbrock